# Pauer János
Pauer János (Ráckeve, 1814. augusztus 1. – Székesfehérvár, 1889. május 15.) teológiai doktor, az egyik legjelentősebb székesfehérvári püspök, a Magyar Tudományos Akadémia levelező tagja.

## Pályafutása
Pauer György polgár és Vecsey Juliánna (református vallású) fia. Az atyja halálával korán árvaságra jutott fiút Simonyi Pál székesfehérvári nagyprépost vette pártfogásba s neveltette; alsóbb iskoláit Székesfehérvárott, a felsőbbeket Pesten a Piarista Gimnáziumban végezte. Horváth János székesfehérvári püspök 1834-ben fölvette egyháznövendékei közé s magasabb kiműveltetésére Rómába küldte a Collegium Germanicum et Hungaricumba, ahonnét hit- és egyházjog-doktori címmel tért vissza püspöke mellé titkári minőségben.
1838. augusztus 19-én pappá szenteltetett fel; 1841. október 6-án Szaniszló Ferenc a Fasciculi Ecclesiastico-Literarii c. latin nyelvű folyóirata és a Religio és Nevelés szerkesztője mellé segédszerkesztőül rendeltetett Pestre; ezen állásától azonban 1843. június 23-án megvált, de hű dolgozótársa maradt a lapnak azontúl is 1844. szeptember 12-ig, amikor megyés püspöke, báró Barkóczy László, a fővárosból visszahívta Székesfehérvárra, hol a papnevelő intézetnek lelki igazgatását és a hittudományok helyettes tanári székét bízta reá. Tanszékéről püspöke, Farkas Imre, 1852-ben a titkári hivatalba szólította és IX. Piusz pápa 1854-ben tiszteletbeli káplánjává nevezte ki. Ferenc József király 1858. január 17-én kanonokká, budai főesperessé, püspöke pedig egyházmegyei irodája igazgatójává tette. 1860-ban ismét visszatért kedvelt tanszékére, melyet 1867-ig töltött be. Időközben az Esztergomban tartott tartományi zsinaton (1858. szeptember 19-től október 3-ig) káptalanját képviselte s mint jegyző szerepelt. 1862. november 13-án a Megváltóról nevezett szekszárdi apáti címet nyerte.

### Püspöki pályafutása
1866. november 19-én budai választott püspök és helytartósági tanácsos lett. 1869-ben püspöki helynökké (Vicarius episcopalis) és általános ügyhallgatóvá neveztetett ki és az egyházmegye ügyei javarészben az ő vállaira nehezedtek. 1873. szeptember 3-án nagypréposttá lépett elő. 1877. június 25-től másodízben is püspöki helynök lett és 1878. december 25-én ő felsége székesfehérvári megyés püspökké nevezte ki. Élénken részt vett a Vörösmarty Mihálynak Székesfehérvárott emelt szobor előmunkálataiban, mint bizottsági elnök Részt vett a Vörösmarty-kör megalapításában, 1871-ben felolvasást is tartott annak ünnepélyes közülésén.
A Fehér vármegyei és városi történelmi és régészeti egylet nemcsak megalakulását, de gyűjteményeinek jelentékeny részét is az ő fáradozásának és bőkezűségének köszöni; a székesfehérvári országos kiállítás alkalmából, mint a régészeti osztály elnöke, 1210 darab (köztük 63 arany és 941 ezüst) éremből értékes gyűjteményt állított össze és ajándékozott az egyletnek. Pár évvel később ezen egyesület múzeuma kiszorulván a megyeház épületéből, a papnevelő intézet épületében adott neki helyet. A Magyar Nemzeti Múzeumot is több ízben részesítette adományaiban. Az 1848-ban Székesfehérváron feltárt királyi és királynéi temetkezést ő azonosította először, mint III. Béla magyar királyt és feleségét. Ez a nézet széles körben elterjedt, és senki nem kérdőjelezte meg egészen 2006-ig, amikor Tóth Endre régészeti bizonyítékok alapján felvetette, hogy Könyves Kálmáné is lehet a sír.
1880-ban, midőn a nemzeti kegyelet Virág Benedek halálozása ötvenedik évfordulóján a budapest-tabáni házat, ahol lakott és meghalt, emléktáblával jelölte meg, a bizottság elnöki tisztét vállalta el és a szeptember 13-ai ünnepélyen beszédet tartott. 1884-ben, midőn Horvát István születésének századik évfordulóján a történész székesfehérvári szülőházát emléktáblával jelölte meg, szintén ünnepi beszédet mondott. 1888. augusztus 20-án aranymiséje alkalmával őt ünnepelték. 1858. december 15-én, midőn a Magyar Tudományos Akadémia ünnepélyes közülését ismét megtarthatta, többek közt őt is levelező tagjának választotta. A székesfehérvári ásatások hathatós előmozdításáért az archaeológiai bizottság 1863. január 6-án tagjává választotta. Őfelsége még mint kanonokot királyi tanácsossá nevezte ki és 1877-ben a II. osztályú Vaskorona-renddel diszíté fel. A budapesti egyetem 1880-ban ünnepelt jubileuma alkalmával tiszteleti teológiai doktori oklevéllel fejezte ki irodalmi érdemei iránt elismerését. A Szent László Társulat alelnöke is volt.
Könyvgyűjteményét, mely már 1877-ben 10 000 kötetet tartalmazott, haláláig megkétszerezte és püspöki könyvtárrá alakította, melyben az incunabulumok száma meghaladja a háromszázat. A könyvtárban van elhelyezve gipsz-mellszobra, melyet Szász Gyula készített. Meghalt 1889. május 15-én Székesfehérvárott. A Magyar Tudományos Akadémiában 1890. április 28-án Czobor Béla tartott fölötte emlékbeszédet.

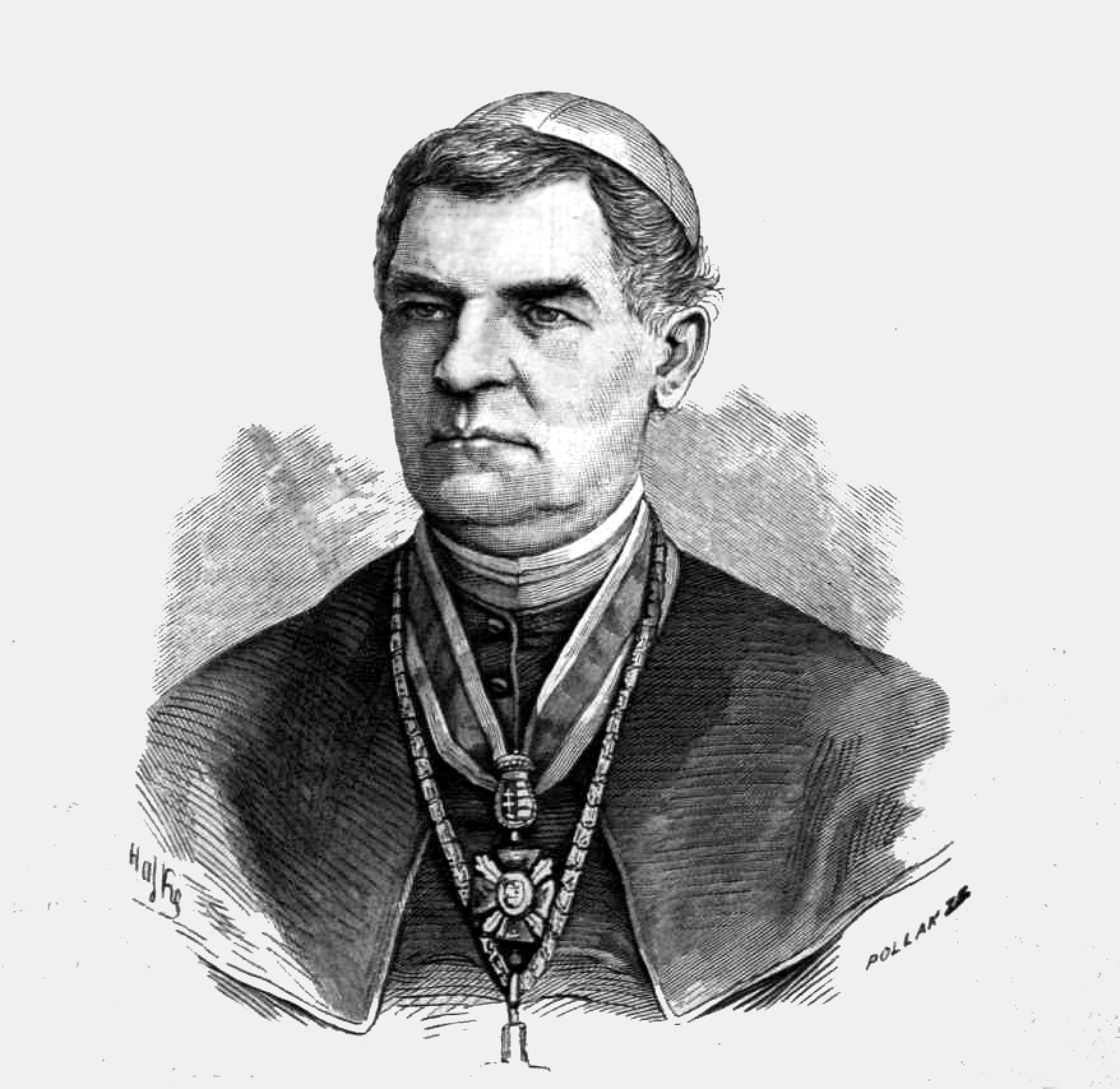
Pollák Zsigmond metszete

## Művei

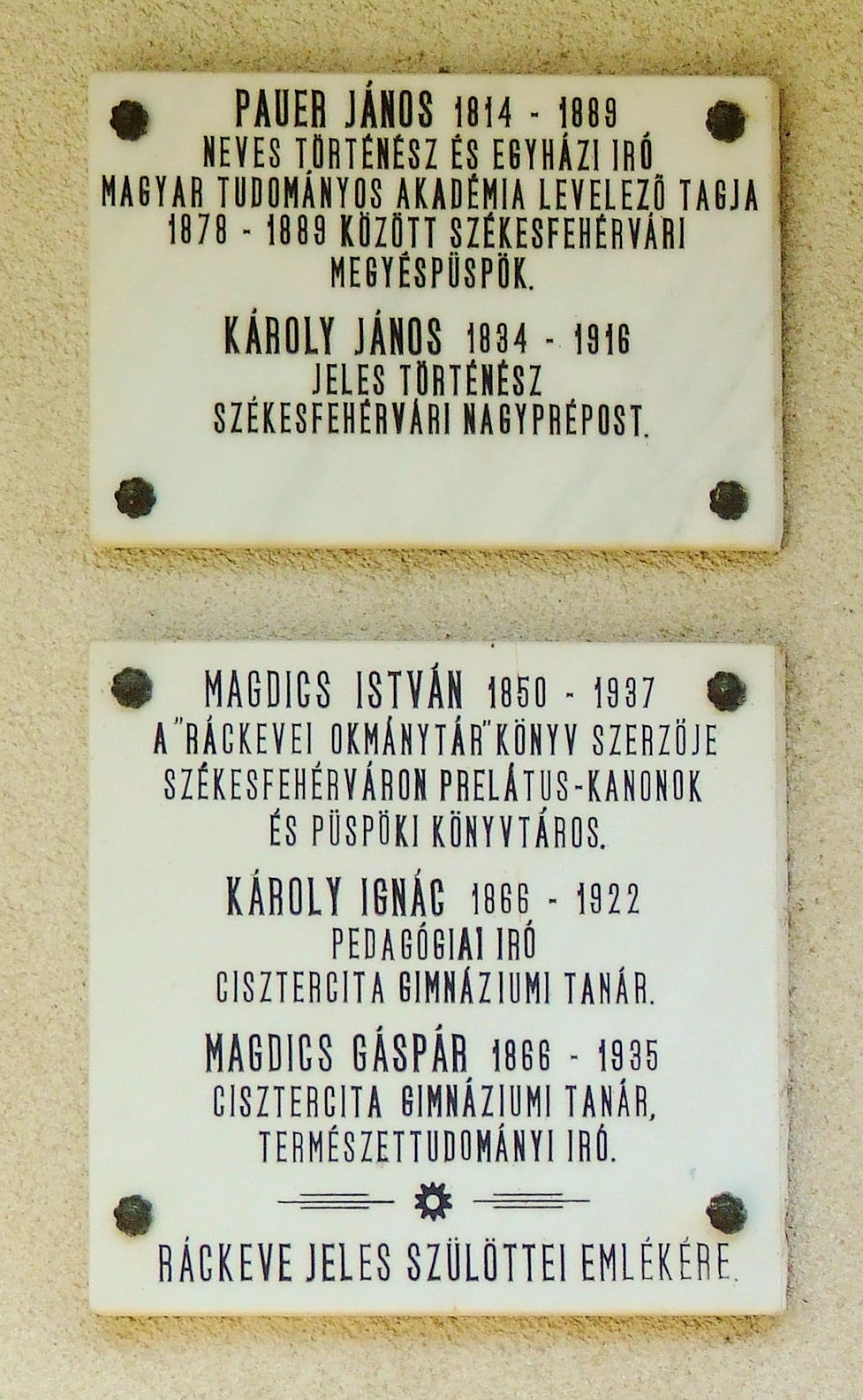
Emléktáblája Ráckevén

- A kisdedek vallási oktatása. Parizek után németből ford. Székesfehérvár, 1841
- Az egyházi rend érdeme Magyarország történetében. Árpádok időszakától korunkig. Jutalmazott pályamunka. Ugyanott, 1847
- A Székesfehérvárott fölfedezett királyi sirboltról. Képekkel. Uo. 1849
- A szent keresztút tizennégy statióban Uo. 1851
- Örömének Farkas Imre püspök beiktatási ünnepére, a püspöki lyceum nevében. Uo. 1851
- A szentek canonisatiójáról. Emlékkönyv. Pest, 1852
- Vita praesulum Alba-Regalensium. Alba-Regiae, 1853
- Memoria capellae S. Annae seu custodiatus Alba-Regalensis. Uo. 1858
- Ősök emléke, vagyis szerette-e a magyar nemzeti történetét? Voltak-e hajdan évkönyveik? (Akadémiai székfolgaló beszéd). Uo. 1860
- A székesfehérvári szegények és betegek intézetének története. Uo. 1864
- Antigonus, egy ismeretlen bölcs fölfedeztetése (Egy kis jellemvonás Renan ismeretes munkájához). Uo. 1864. (Megjelent ismét lenyomtatva Lonkay Antal ily cz. kiadványában: Magyar védhangok Krisztus és a kereszténység mellett Renan és Renanisták ellen. Pest, 1864)
- Farkas Imre püspök életrajza. Székesfejérvár, 1865
- Vestigia historica Basilicae Alba-Regal. B. M. Virg. a S. Stephano rege conditae item Capellae Custodiatus s. Annae Novis curis. Uo. 1866
- Emléklap a székesfehérvári székesegyház beszentelési ünnepélyére nov. 25. 1866. Uo. 1867
- Alkalmi beszéd, a Szt. László társulat czéljáról. Elnöki megnyitó beszéd a társulat 1869-ben tartott gyűlésén. Uo. 1869
- Szent-Gellért püspök ereklyéinek emléke. Uo. 1870
- Történelmi fejtegetés e kérdés fölött: Mi volt Domokos fejérvári prépost családi neve. Uo. 1870
- Szent-mihályi érem-lelet ismertetése, Uo. 1871
- A (székesfehérvári) hosszútemetői kápolna alapköve letételének okmánya. Uo. 1872
- Székesfehérvárott koronázott királynők. Uo. 1872 (Felolvasás a Vörösmarty-körben)
- Officia cultus Divini. Uo. 1873 (Ujra kiadva. Név nélkül)
- A régészeti gyűjtemények jelentősége. Uo. 1874
- Historia dioecesis Alba-Regalensis ab erecta sedis episcopali 1777-1877. Cum introductione de vicissitudinibus civitatis et capituli olim collegiati... In memoriam anni saecularis. Uo. 1877 (12 tábla rajzzal és kőny. arczképpel. Ism. Székesfehérvár 1878. 1., 2. sz.)
- Herennius- és Postumius-érmek. A rómaiak és samnitok közti háborúk emlék-érmeinek ismertetése Krisztus előtt 320 évvel. Uo. 1878 (érmek lenyomatával)
- Allocutio ad clerum populumque dioecesanum,... servavit dum 24. Apr. 1879. canonice inauguraretur. Uo. 1879
- Tóth István versezeti... Néhai gróf Cziráky József ezredes kapitánynak életéről, táborozásáról, haláláról 1742-ben. Régi kézirat után átdolgozva. Uo. 1881 (Előszó gyanánt szolgáló ajánlással. Név nélkül)
- De anno jubilari elevati corporis Sct. Stephani I-mi regis Hungariae apostolici. Uo. 1883
- Horvát István emléke... máj. 11. 1884. Uo.
- Supplementum ad Historiam Dioecesis Alba-Regalensis. Uo. 1887

Kéziratban: A népek vallása és erkölcsi neveltetéséről 1840. Mi az oka, hogy Magyarország legtöbb meghódított tartományát elvesztette? De Frisiis, sub Geiza 2-do in Hungariam immigrantibus. (Borgrave Emil franczia író számára készült, a ki pályaművébe ezen értekezést fölvette); Történelmi ismertetése a saját könyvtára tulajdonát képező incunabulumoknak a nyomdászat feltalálásától kezdve 1700-ig. (Közbejött halála miatt befejezetlen munka).
Cikkei és versei a következő lapok, folyóiratok, évkönyvek és emlékkönyvekben jelentek meg: Hazai s Külf. Tudósítások és Hasznos Mulatságok (1833-34. költemények); Társalkodó (1840. Falusi oskolákról, A népek vallása és erkölcsi neveltetéséről); Fasciculi Ecclesiastici (a lap segédszerkesztője 1841-42. Merita catholici regni Hungariae cleri de publica institutione, több kisebb czikk és könyvismertetés); Religio és Nevelés (1842. I. Hunyady János végórája, II. A lembergi egyesült görög érseknek megyéjebeli clerusához intézett pásztori levele, Szent Ágoston ereklyéinek átvitele Hippóba, P. J. betük alatt, 1843. Nevelő s tudományos intézeteink története s azok fejlődésére a clerus befolyása a magyar első századoktól korunkig, 12 czikk, a Pester Tageblattban kivonata, 1844. I. Hazánk sz. koronája és annak eredete, II. Térítői s bibliai társulatok, A Margitszigeti apácza-kolostor története); Religio (1850. Elméletek a leélt forradalom fölött, 1851. Az angolországi vallási mozgalmak fejlése s mit várhat azokból az egyház, 1855. II. Egyházi nevezetes régiség: a székesfejérvári székesegyház régi harangjáról); Danielik Emlékkönyve (Pest, 1852. I. Elméletek a szentek canonisatiójáról); Schematismus cleri Alba-Regalensis (1853. Series episcoporum Albaregalensium, 1854. Memoria basilicae B. Mariae Virginis a S. Stephano conditae, 1860. Historia veteris urbis Alba-Regalensis); Székesfejérvár (1872. A Székesfejérvárott koronázott királyok, 1874. Egy szerény gyűjtemény ismertetése); a Szent László-társulat 1876. máj. 18. Budapesten tartott XI. rendes közgyülésének Jegyzőkönyve (P. társulati alelnök előadása); Ellenőr (1880. 441. sz. Virág Benedek emlékezete, emléktáblájának leleplezésekor szept. 8., több lap is átvette); Horvát István emléke, alkalmi beszéd az emléktábla leleplezésekor 1884. máj. 11. Székesfejérvárt (a helyi lapokban és a gymn. Értesítőjében); Károly János, Az őskeresztény irodalom monographiája (Budapest, 1888. Levele a szerkesztőhöz); az Egyetemes M. Encyclopaediának is munkatársa volt.